# Tähesaju City
Tähesaju City est un centre commercial à Tallinn en Estonie.

## Présentation
Tähesaju City est un parc de commerce et de loisirs situé dans l'arrondissement de Lasnamäe et comprenant de nombreux bâtiments commerciaux.
En 2023, les enseignes ont  Bauhaus, Home4You, Hortes, Baby City/Toy City, Magaziin, Motonet, Prisma, Selver, Toyota (Elke Auto), Uuskaustuskeskus, A1000 Market et d'autres magasins sont situés das le parc, et un nouveau bâtiment commercial à Tähesaju 3 est en construction.
La patinoire de Tondiraba est le premier bâtiment du grand complexe du centre sportif de Tondiraba.
Elle permet de pratiquer le patinage artistique, le hockey sur glace, le volley-ball, le handball et d'autres sports sur glace.
Des concerts sont organisés dans l'arène principale avec une bonne acoustique.
Le prochain bâtiment du complexe sportif, une piscine avec un bassin de 50 mètres, sera bientôt achevé.
A terme, un golf de 9 pistes et un bâtiment d'hébergement y sont également prévus.
Il y a une piste de circulation douce à côté de la patinoire.
A son achèvement, le parc regroupera plus de 100 000 m² d'espace commercial.